# Ретенированный зуб
Ретени́рованный зуб (от лат. retentio — удерживание, сдерживание, останавливание, задержание, сохранение) — зуб, который будет не в состоянии прорезаться должным образом, так как полностью или частично закрыт костью или тканью десны.
Причины нарушения прорезывания могут быть разные, например, наиболее частой причиной ретенированных клыков является ранняя потеря молочных зубов и неправильное расположение коронки зуба.
Правильная диагностика является определяющим фактором успеха лечения ретенированных зубов. Адекватное клиническое обследование и рентгенография современным ортопантомографом позволяет определить положение ретенированного зуба, что способствует оптимальному выбору хирургической методики.
Хирургическое вмешательство включает в себя вскрытие контура десны под местной анестезией. Успешное хирургическое вмешательство способствует созданию условий для проведения ортодонтического перемещения зубов в правильное положение при помощи брекет-системы, и достижению высокого косметического и функционального результата. А также при необходимости их удаления.
Самым проблемным случаем являются ретенированные зубы мудрости на верхней и нижней челюстях. Зубы мудрости редко растут правильно, чаще они пытаются прорезаться под углом или горизонтально по отношении к остальному зубному ряду. Это приводит к давлению на соседние зубы и их разрушению со временем. Данную патологию можно диагностировать на 3D-томографии — она ясно показывает расположение ретенированных зубов мудрости.
Удаление ретенированных зубов необходимо в следующих случаях:
1. Перикоронит — заражение мягких тканей вокруг зуба;
2. Остеомиелит — воспаление челюсти или отдельный её частей в районе ретенции;
3. Зуб расположен в фолликулярной кисте;
4. На нём есть кариес;
5. Образовалась киста или доброкачественное образование (припухлость с жидкостью внутри) — образуется на непрорезавшемся зубе;
6. Видны гнойные абсцессы, вызванные бактериальным заражением.